# Wilhelm Beer
Wilhelm Beer (ur. 4 stycznia 1797 w Berlinie, zm. 27 marca 1850 tamże) – niemiecki bankier i astronom amator.

## Życiorys
Beer wspólnie z J.H. von Mädlerem wykreślił najdokładniejszą w jego czasach mapę Księżyca – Mappa Selenographica (1836). Pierwsza mapa Księżyca była podzielona na kwadranty, zawierała szczegółowe przedstawienie jasnej strony Księżyca i w 1837 została uzupełniona o książkę z mikrometrycznymi pomiarami średnic 148 kraterów i wysokości 830 wzniesień. Mappa Selenographica pozostawała najlepszą mapą Księżyca aż do 1878 roku.